# Relaciones Colombia-Surinam
Las relaciones Colombia-Surinam son las relaciones diplomáticas entre la República de Colombia y la República de Surinam. Ambos gobiernos mantienen una relación amistosa desde finales del siglo XX. Ambos países pertenecen a la Comunidad de Estados Latinoamericanos y Caribeños, la Organización de Estados Americanos y la Unión de Naciones Suramericanas, y son estados asociados al MERCOSUR.

## Historia
Ambos gobiernos establecieron relaciones diplomáticas en 1978. El 19 de mayo de 2019 el ministro de relaciones exteriores de Colombia, Carlos Holmes Trujillo, visitó Surinam, reuniendose con la canciller, Yldiz Pollack-Beighle; ambos suscribieron un Memorando de Entendimiento para la cooperación académica.

## Relaciones económicas
Colombia exportó productos por un valor de 4925 miles de dólares, siendo los principales productos de la industria agroindustrial, mientras que Colombia importó productos por un valor de 83 miles de dólares, siendo los principales productos también de la industria agroindustrial.

## Representación diplomática
- Colombia usa su embajada en Puerto España como embajada concurrente en Surinam.[4]
- Surinam usa su embajada en Caracas como embajada concurrente en Colombia.[5]